# OFC Beach Soccer Championship 2007
L'OFC Beach Soccer Championship 2007 è la 2ª edizione di questo torneo.

## Squadre partecipanti
- Isole Salomone
- Tahiti
- Nuova Zelanda
- Vanuatu

## Fase a gironi
| Squadra        | G | V | P | GF | GS | +/- | P |
| -------------- | - | - | - | -- | -- | --- | - |
| Vanuatu        | 3 | 3 | 0 | 23 | 15 | +8  | 9 |
| Isole Salomone | 3 | 2 | 1 | 11 | 9  | +2  | 6 |
| Tahiti         | 3 | 1 | 2 | 14 | 20 | -6  | 3 |
| Nuova Zelanda  | 3 | 0 | 3 | 16 | 23 | -7  | 0 |

| Squadra 1      | Risultato | Squadra 2      |
| -------------- | --------- | -------------- |
| Vanuatu        | 3-2       | Isole Salomone |
| Tahiti         | 9-5       | Nuova Zelanda  |
| Vanuatu        | 10-5      | Tahiti         |
| Isole Salomone | 4-3       | Nuova Zelanda  |
| Isole Salomone | 5-3       | Tahiti         |
| Vanuatu        | 10-8      | Nuova Zelanda  |

## Finali

### 3º-4º posto
| Squadra 1     | Risultato | Squadra 2 |
| ------------- | --------- | --------- |
| Nuova Zelanda | 5-3       | Tahiti    |

### Finale
| Squadra 1      | Risultato | Squadra 2 |
| -------------- | --------- | --------- |
| Isole Salomone | 5-3       | Vanuatu   |

## Classifica Finale
| Pos | Team           |
| --- | -------------- |
| 1   | Isole Salomone |
| 2   | Vanuatu        |
| 3   | Nuova Zelanda  |
| 4   | Tahiti         |